# ボイセンベリー
ボイセンベリーまたはボイズンベリー (英語: boysenberry [ˈbɔɪzənbɛri]、学名: Rubus idaeus × R. ursinus) はキイチゴ属の交雑種の一つである。

ブラックベリーの一種カリフォルニアブラックベリー(R. ursinus)とヨーロッパキイチゴ(R. idaeus)もしくはローガンベリー(Rubus × loganobaccus)の交配種であると推測される。あるいはこれらに加えヨーロッパブラックベリー(R. fruticosus)やガーデンデューベリー(R. aboriginum)の名が挙げられることもある。

## 特徴
果実は深いマルーン色（ボイセンベリー色とも）の大型 (8.0 g) の複合果で、内部に大きな種子を含む。ボイセンベリーの実はジャムやパイなどに使われる。

## 歴史
1920年代末、アメリカ合衆国農務省のジョージ・M・ダロウ (George M. Darrow) によって、ボイセンベリーの追跡レポートが開始された。この大型で赤紫色のベリーはカリフォルニア州北部の農場でルドルフ・ボイズン (Rudolph Boysen) によって栽培されていた。ダロウはベリー類の専門家として知られるカリフォルニア南部の農場主のウォルター・ナット (Walter Knott) に協力を求めた。ナットはダロウの研究に協力することを承諾したが、彼はこのベリーについて今まで一度も見聞きしたことが無かった。ボイズンが数年間前に農業をやめ、農場を売りに出したことを間もなく知ったが、2人は諦めずに雑草だらけの農場に赴き、そこに生き残っていた弱々しいつるをいくつか採取した。2人はそのつるをカリフォルニア州ブエナパークにあるナットの農場に移植し、果実を付けられる状態に戻るまで養育した。その後ナットはこのベリーをカリフォルニア南部で商業的に栽培することに成功した。1932年、ナットは農場の直売所でベリーの販売を開始したが、この大きくて味の良いベリーは、程なく沢山売れるようになった。ナットはこのベリーの名前を尋ねられた時、元祖の栽培者にちなんで「ボイセンベリー」と答えた。彼の家が経営していた小さなレストランとパイ屋は成長し、ナッツベリーファームとなった。またボイセンベリー人気の高まりを受けてナット夫人はジャムの製造を始めた。そしてこのジャムもまたナッツベリーファームを有名にした。
ニュージーランドでは1935-37年にボイセンベリーがナットの農場から導入され、キイチゴ属のうちもっとも重要な栽培植物になった。
日本ではなじみが少ないが、滋賀県高島市安曇川町が「アドベリー」の名で特産品として生産・販売し、香川県三豊市、群馬県館林市、広島県呉市倉橋島などでは「ボイセンベリー」の名で生産している。